# Morro (Ribeira Brava)
Morro es una localidad caboverdiana del municipio de Ribeira Brava.

## Geografía
La localidad está situada en la isla de São Nicolau.

## Organización territorial
La localidad abarca los lugares y barrios de:
- Morro
- Recanto
- Ribeira Seca